# The Lady Lies
The Lady Lies (bra: Mentiras de Mulher) é um filme pre-Code estadunidense de 1929, do gênero drama, dirigido por Hobart Henley, e estrelado por Walter Huston e Claudette Colbert. O roteiro de Garrett Fort e John Meehan foi baseado na peça teatral homônima de 1928, do próprio Meehan.
Como era comum durante o início da era sonora do cinema, diferentes versões da mesma história foram filmadas em diversos idiomas no Joinville Studios, em Paris, com a finalidade de lançá-los em seus respectivos mercados.

## Sinopse
Bob (Tom Brown) e Jo (Patricia Deering) são filhos de Robert Rossiter (Walter Huston), um homem viúvo que começa um relacionamento com a atraente vendedora Joyce Roamer (Claudette Colbert). Os dois tentam intervir na relação de seu pai quando seus tios, esnobes sociais, revelam que a mulher está abaixo da posição social da família, para a desaprovação deles.

## Elenco
- Walter Huston como Robert Rossiter
- Claudette Colbert como Joyce Roamer
- Charles Ruggles como Charlie Tyler
- Tom Brown como Bob Rossiter
- Patricia Deering como Jo Rossiter
- Betty Garde como Hilda Pearson
- Jean Dixon como Ann Gardner
- Duncan Penwarden como Henry Tuttle
- Virginia True Boardman como Amelia Tuttle
- Verna Deane como Bernice Tuttle